# Ann Nixon Cooper
Ann Louise Nixon Cooper (9 de enero de 1902 - 22 de diciembre de 2009) fue una activista estadounidense por los derechos del pueblo afroamericano.

## Biografía
Cooper nació en Shelbyville, (Tennessee, Estados Unidos), el 9 de enero de 1902 y se crio en Nashville. Se trasladó a Atlanta (Georgia), cuando era una veintañera junto con su marido, el dentista Albert Berry Cooper, con el que tuvo cuatro hijos. Durante más de 50 años trabajó en la Asociación Infantil Puerta de la Ciudad y también ayudó a fundar el Club de Niñas Afroamericanas. Cuando su marido murió, Martin Luther King, Jr., envió un telegrama a Cooper, también se reunió con Coretta Scott King. Cooper fue matriculada por primera vez a votar el 1 de septiembre de 1941. Aunque era amiga de Atlanta de John Hope Franklin y Benjamin Mays, no ejerce su derecho de voto durante años, debido a su condición de mujer negra en una sociedad segregada y sexista.
Durante la década de 1970, se desempeñó como profesora particular, a los no lectores en la Iglesia Bautista Ebenezer. También sirvió en la Junta de Amigos de la Biblioteca, que sirve a la vez como vicepresidenta de la Junta. En 1980 recibió un Premio de la Comunidad del Canal 11 por ser una de las organizadoras de los "Cub Scouts Blacks" y actúa como la madre de primero de cuatro años.
Ella fue otorgada con un premio por servicio a la comunidad por su activismo de "WXIA Atlanta-TV" en 1980, y la Annie L. Mcpheeters Medallón de servicio a la comunidad de la "Auburn Avenue Research Library" en cultura afrodescendiente e Historia en 2002, cuando contaba con 100 años.

## Fama internacional
Todavía viviendo en Atlanta y a la edad de 106 años, en 2008, votó por Barack Obama en las elecciones. Una vez que Obama fue elegido presidente, Ann Nixon logró fama internacional gracias a la mención especial hacia ella del nuevo presidente, que comparó las diferentes etapas de la anciana hasta el día de hoy en una reunión en Chicago en noviembre de 2008. Esto fue lo que dijo sobre ella:
"Ella nació sólo una generación después de la esclavitud, un momento en que no había coches en la carretera o aviones en el cielo, y cuando alguien como ella no podía votar por dos razones - porque ella era una mujer y por el color de su piel".
Además apuntó "Y esta noche, pienso en todo lo que ella ha visto a lo largo de su siglo en América - la angustia y la esperanza, la lucha y el progreso, los tiempos en que se nos dijo que las personas de color no podemos, y la gente que siguió adelante con el credo estadounidense: "Sí, podemos"."
Ann Nixon murió el 22 de diciembre de 2009, año y medio después de saltar a la fama y a pocos días de cumplir 108 años de edad.